# Coenosia inanis
Coenosia inanis är en tvåvingeart som beskrevs av Stein 1913. Coenosia inanis ingår i släktet Coenosia och familjen husflugor.
Artens utbredningsområde är Etiopien. Inga underarter finns listade i Catalogue of Life.